# Orés
Orés település Spanyolországban,  Zaragoza tartományban. Orés Luna, Ejea de los Caballeros, Asín, Luesia, Biel és El Frago községekkel határos. Lakosainak száma 74 fő (2024).

## Népesség
A település népessége az utóbbi években az alábbiak szerint változott:
| Lakosok száma | 99   | 107  | 106  | 101  | 103  | 110  | 106  | 114  | 95   | 74   |
|               | 2001 | 2004 | 2007 | 2009 | 2012 | 2014 | 2017 | 2019 | 2022 | 2024 |